# William Henry Perkin Jr.
William Henry Perkin Jr., FRS HFRSE (17 de junio de 1860-17 de septiembre de 1929) fue un químico orgánico británico, conocido principalmente por su trabajo fundacional sobre la degradación de compuestos orgánicos.

## Primeros años
Era el hijo mayor de Sir William Henry Perkin, que había fundado la industria de tintes modernas con su descubrimiento de la anilina. Nació en Sudbury, Inglaterra, cerca de la fábrica de su padre en Greenford. Su hermano fue Arthur George Perkin (1861–1937), Profesor de Química del Color y Tintes en la universidad de Leeds.
Perkin fue educado en el City of London School y en el Royal College of Science, South Kensington, Londres. Continuó sus estudios en Alemania en las universidades de Würzburg y Múnich. En Múnich, fue estudiante doctoral bajo la tutoría de Adolf von Baeyer. De 1883 a 1886, fue privatdozent en la Universidad de Múnich. Mantuvo desde entonces el contacto con Baeyer, de quien fue amigo y en cuyo honor daría la conferencia conmemorativa tras su muerte en 1917.
En 1887 regresó a Gran Bretaña y fue nombrado profesor de química en la universidad Heriot-Watt de Edimburgo, Escocia. Hoy en día el ala del campus principal donde se imparte la carrera de ciencias químicas es conocida como edificio William Perkin.

## Mánchester

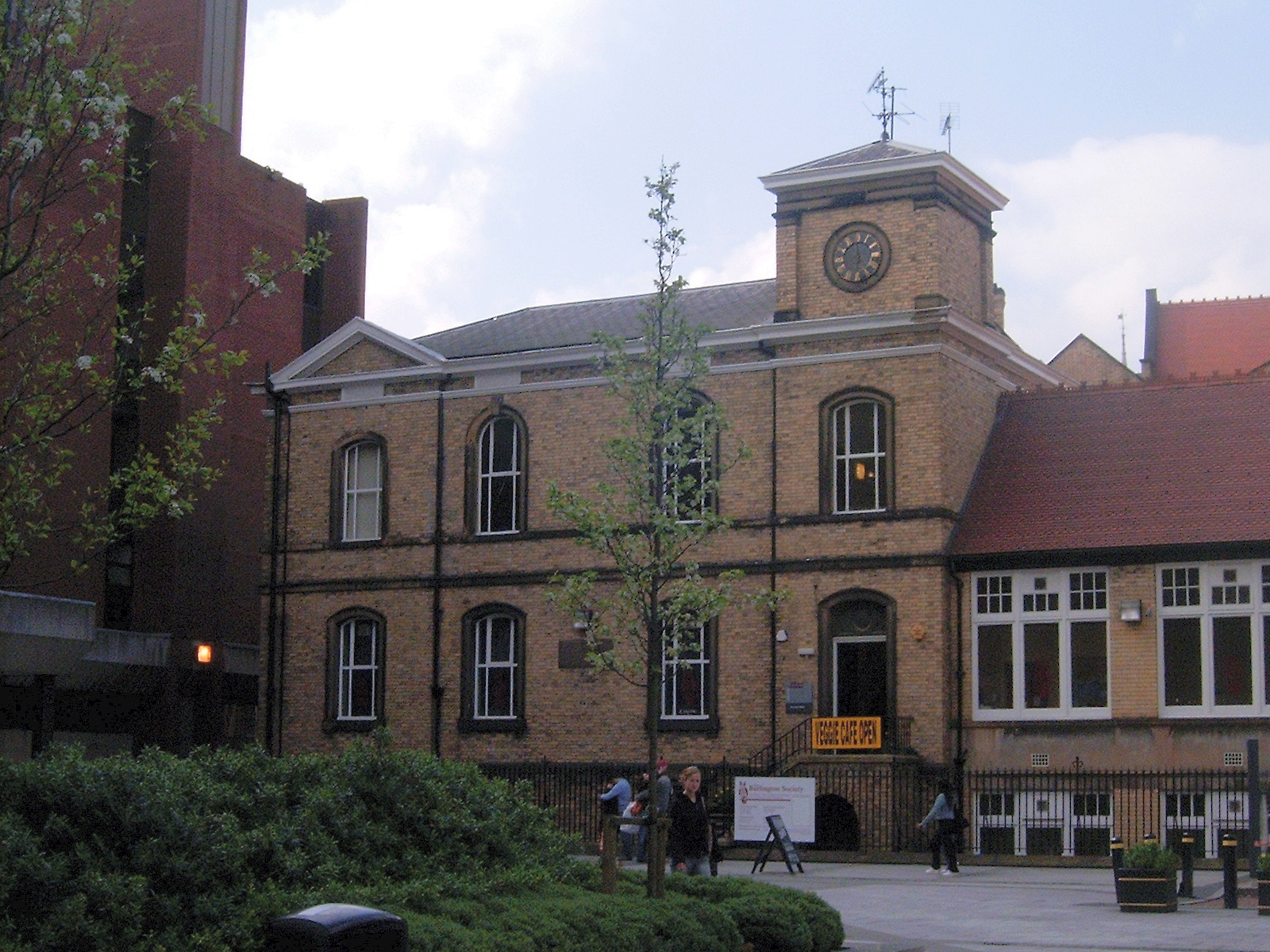
El edificio Schunck de la universidad de Mánchester. A la derecha se ve el laboratorio de Perkin.

En 1892 aceptó la cátedra de química orgánica en la Universidad Owens de Mánchester, Inglaterra, sucediendo a Carl Schorlemmer. Mantuvo el puesto hasta 1912. Durante este periodo fue profesor de varias promociones de química orgánica que generaron una escuela de reputación europea, gracias a un laboratorio nuevo, obra del arquitecto famoso Alfred Waterhouse, similar al de Baeyer en Múnich. El discurso en la ceremonia de apertura fue dado por Ludwig Mond. Un laboratorio adicional junto con una biblioteca y £20,300 fueron donados por el farmacéutico y industrial Edward Schunck en 1895. Su laboratorio fue trasladado ladrillo por ladrillo y recreado en Owens.
Frank Lee Pyman, Robert Robinson (quién más tarde ganó un premio Nobel en química), Walter Haworth y Eduard Hope se graduaron con Perkin como profesor. Unconflicto con Chaim Weizmann, quién tenía un cargo postdoctoral y era amigo de Perkin, sobre la fermentación de almidón para producir pentanol (necesario para obtener goma sintética y por tanto industrialmente interesante) llevó al despido de Weizmann. En 1912, con previsiones de cambio en la política universitaria que iban a reducir la cooperación con la industria y restringir significativamente los ingresos para Perkin, aceptó un puesto en Oxford.

## Oxford
En 1912 sucedió al profesor William Odling como profesor Waynflete de Química en la universidad de Oxford, Inglaterra, cátedra en la que estuvo hasta 1929. Cuándo empezó cinco universidades tenían laboratorios propios y tuvo que trasladarse al laboratorio de Odling, una replica de la cocina del abad medieval en Glastonbury. Durante la estancia de Perkin tiempo se construyeron laboratorios nuevos y más grandes (el laboratorio Dyson Perrins), y por primera vez en Inglaterra se hizo obligatorio un periodo de investigación como parte del curso académico en química. Pero la rivalidad constante con el departamento de fisicoquímica de Frederick Soddy llevó a la situación de que la mayoría de los licenciados escogían química física o inorgánica como su tema, y Perkin conseguía la mayoría de su empleados con postdoctorados de otras universidades.

## Obra
El trabajo de Perkins fue publicado en una serie de artículos en Journal of the Chemical Society. Los primerostrataban las propiedades y modos de síntesis de hidrocarburos de cadena de nube y sus derivados. Este trabajo llevó naturalmente a la síntesis de muchos terpenos y miembros del grupo del alcanfor y a la investigación de varios alcaloides y tintes naturales. Además del trabajo puramente científico, Perkin mantuvo contacto cercano con la industria química. Junto con su cuñado el profesor Frederic Kipping, Perkin escribió libros de texto sobre química práctica, química inorgánica y orgánica como su Química Orgánica publicada en 1899.

## Honores y premios
Perkin fue elegido Socio de la Sociedad Real en junio de 1890 y recibió medalla Davy en 1904 y su Medalla Real en 1925. Fue presidente de la Chemical Society de 1913 a 1916 y galardonado con su medalla Longstaff en 1900. En 1910, recibió una doctorado honorario de la Universidad de Edimburgo como Doctor de Leyes (LL.D.).

## Vida privada
En 1887 se casó con Mina Holland, una de tres hermanas casadas todas con químicos. No tuvieron ningún niño.
Sus dos concuñados, Arthur Lapworth y Frederic Kipping, fueron ambos científicos eminentes.
Murió en Oxford el 17 de septiembre de 1929.